# 布赖恩峰 (犹他州)
布赖恩峰（英文：Brian Head），是美国犹他州艾恩县下属的一座城市。建市于 不明年份年，面积大约为3.1平方英里（8平方公里），海拔约为9,800英尺（3,000米）。根据2010年美国人口普查，该市有人口83人。